# Good Luck Charm
Singles de Elvis Presley
Rock-A-Hula Baby
(1961) She's Not You
(1962)
Clip vidéo
[vidéo] « Good Luck Charm (audio) », sur YouTube
Good Luck Charm est une chanson d'Elvis Presley, sortie en single sur le label RCA Victor en 1962.

## Composition
La chanson a été écrite par Aaron Schroeder et Wally Gold.

## Histoire
La chanson a été originellement enregistrée par Elvis Presley. Enregistrée par lui le 15 october 1961, elle sort en single le 27 février 1962.
En France, c'est le groupe rock, Les Vautours avec Vic Laurens  qui en feront un tube en 1962, avec une excellente reprise. Titre français: Le Coup Du Charme, sur disques Festival.